# Tebenna immutabilis
Tebenna immutabilis là một loài bướm đêm thuộc họ Choreutidae. Nó được tìm thấy ở Bắc Mỹ, bao gồm California.
Sải cánh dài 15–17 mm. 